# 公路工程
公路工程是一门从交通工程的土木工程分支中发展出来的专业工程学科，它涉及到道路、高速公路、街道、桥梁和隧道的规划、设计、施工、运营和维护，目的是确保人员和货物的安全、高效率流轉。第二次世界大战后，公路工程变得重要起来。公路工程的标准也不断提高。公路工程师在設計工程時必须考虑未来的交通流量、道路交叉口/立交设计、公路铺装材料和设计、路面厚度的结构设计以及路面维护。

## 進一步閱讀
- Human Factors for Highway Engineers at Googlebooks